# Sicca
Sicca est une cité antique mentionnée par Polybe dans ses Histoires (guerre des Mercenaires) et par Salluste dans la Guerre de Jugurtha.
La plupart des historiens la situent sur le site de l'actuelle ville du Kef, dans le nord de la Tunisie, qui s'appellera d'ailleurs plus tard Sicca Veneria et Colonia Iulia Veneria Cirta Nova. Pour d'autres chercheurs, le site de Sicca serait toujours inconnu puisque la ville du Kef occuperait le site de Cirta, la capitale de la Numidie. Cette controverse est connue sous le nom de problème de Cirta,,,.

## Toponymie
« On peut conclure que Sicca Veneria n'est ni une fondation phénicienne, ni même une fondation punique, et encore moins sicilienne, mais résulte de l'occupation punique d'une ville libyque : le premier élément du nom, Sicca, serait probablement libyque, Tazicca ou Tasicca, et le deuxième ne serait autre que l'interpretatio romana du nom punique Ashtart. »

— Kallala 2000, p. 89

## Histoire
La ville se trouve sur une colline, sur la route reliant Carthage à Cirta et Théveste. Elle est mentionnée pour la première fois lors de la guerre des Mercenaires, en 241 av. J.-C., qui prend son origine dans l'insatisfaction des mercenaires carthaginois par rapport à leurs soldes, après leur retour de la première guerre punique. Des preuves archéologiques suggèrent cependant que la cité existe au moins depuis le IVe siècle av. J.-C., en remontant éventuellement à une fondation numide,.
Dans son ouvrage Factorum et dictorum memorabilium libri novem (livre II, chapitre 6, paragraphe 15), Valère Maxime mentionne qu'on y pratique la prostitution sacrée : « À Sicca, ville d'Afrique, il est un temple de Vénus où les femmes s'assemblaient. Ne sortant de là que pour aller trafiquer de leurs charmes, elles gagnaient ainsi une dot aux dépens de leur pudicité. C'était par un si honteux commerce qu'elles se préparaient à contracter un mariage honorable ». Mais d'autres éditions du même ouvrage attribuent à la ville de Cirta cette pratique.
Un extrait du Polyhistor de l'auteur romain Caius Julius Solinus a longtemps laissé croire que la ville avait été fondée par des Élymes venus du mont Éryx en Sicile mais cette version est maintenant réfutée par les historiens.
Sicca est mentionnée à deux reprises par Salluste dans son récit des combats de Jugurtha à l'occasion de sa reddition aux armées romaines après la bataille du Muthul et lors de l'embuscade tendue par ses habitants aux soldats romains quelques jours plus tard,.
La cité appartient par la suite à la province romaine d'Afrique (appelée plus tard Africa proconsularis ou Afrique proconsulaire). C'est à cette époque qu'apparaît le nom de Sicca Veneria attribué à la ville du Kef, bien que de nombreuses inscriptions relevées dans la ville laissent planer le doute sur son identité précédente, Cirta Nova Sicca, Colonia Julia Cirta nova ou Cirtha Sicca. Sous le règne d'Auguste, elle devient une colonie romaine sous le nom de Colonia Iulia Veneria Cirta Nova.
Dans l'Antiquité tardive, Sicca Veneria devient dès le IIIe siècle le siège d'un évêque ; l'évêque titulaire de Sicca Veneria, rattaché à l'Église catholique, en est le successeur. La ville, qui devient islamique avec la conquête musulmane du Maghreb au VIIe siècle, connaît par la suite des siècles de déclin. C'est seulement avec l'expansion de l'Empire ottoman à partir du XVIe siècle que la ville, connue jusqu'à aujourd'hui sous le nom du Kef, connaît un nouvel essor.
La ville conserve les vestiges de son passé antique : un petit amphithéâtre et un théâtre, les restes de thermes, deux basiliques dont Saint-Pierre, des citernes et un aqueduc. De l'Antiquité tardive date le mur de la ville.

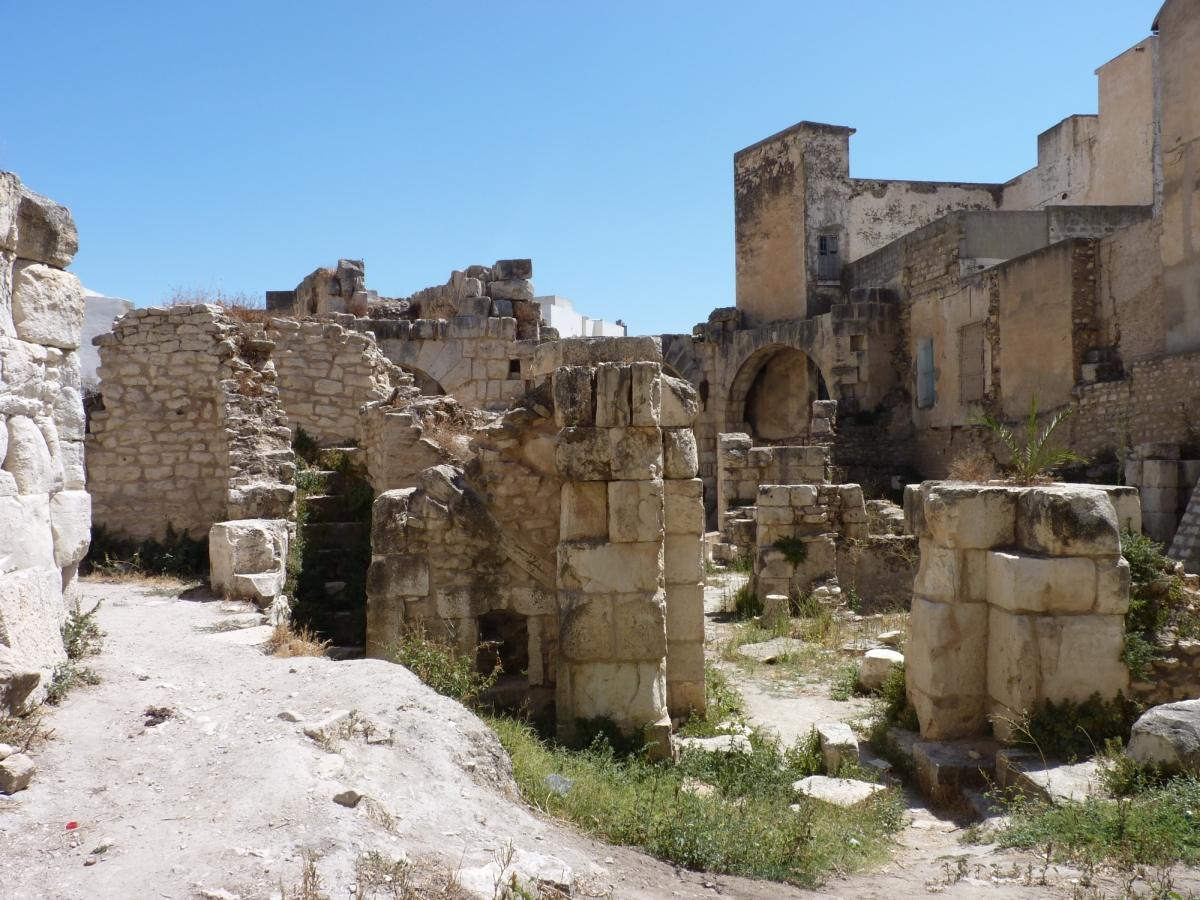
Thermes romains...
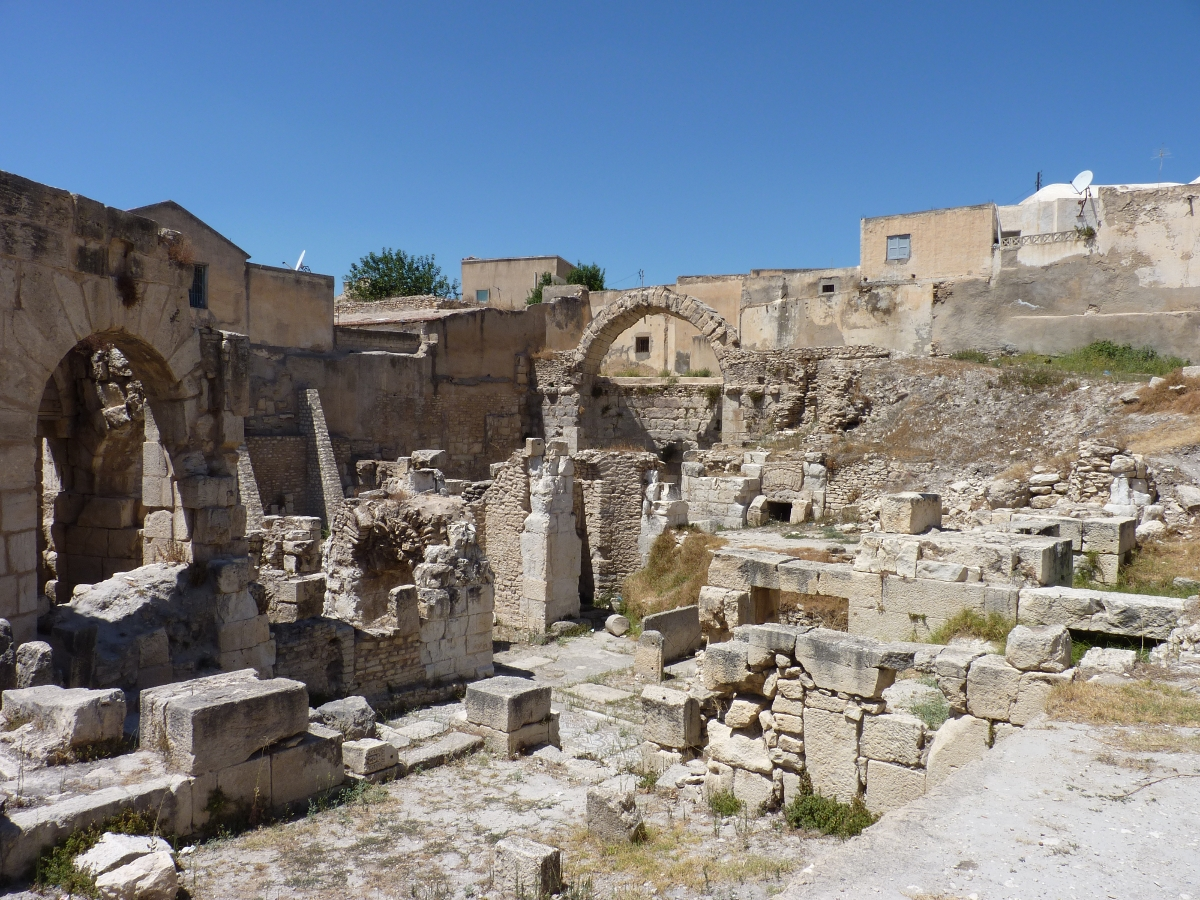
...dans ce qui est maintenant la ville du Kef.
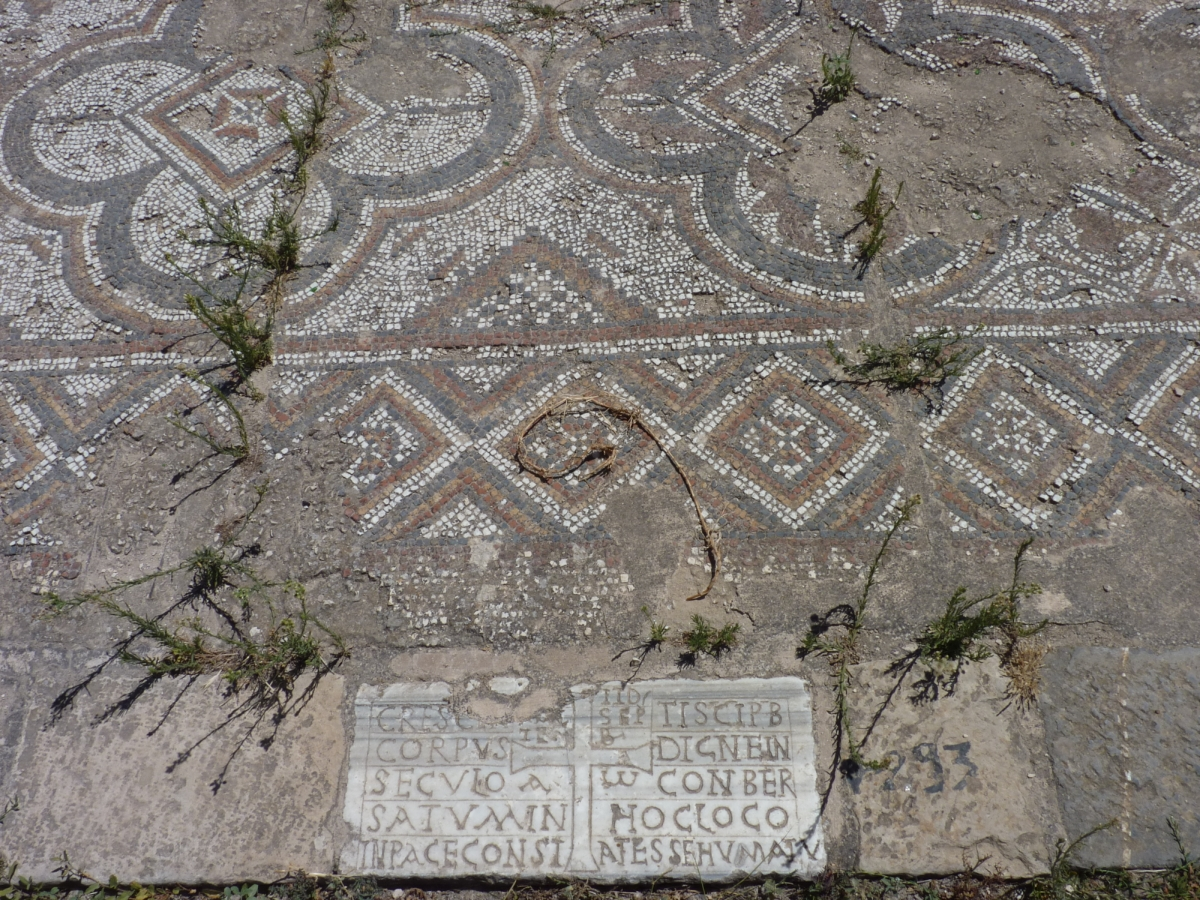
Mosaïque dans les thermes.

## Évêché titulaire
Sicca Veneria est aussi un évêché titulaire de l'Église catholique.
Il remonte à un évêché disparu de la ville antique. Celui-ci était rattaché à la province ecclésiastique de Carthage et rapportait au métropolite de Carthage en tant que diocèse suffragant.
| Évêques titulaires de Sicca Veneria |                             |                                                     |                   |                 |
| N°                                  | Nom                         | Fonction                                            | Début             | Fin             |
| 1                                   | Gustave Maria Blanche       | Vicaire apostolique du Golfe Saint-Laurent (Canada) | 12 septembre 1905 | 26 juillet 1916 |
| 2                                   | Stanisław Kostka Łukomski   | Évêque auxiliaire de Gniezno (Pologne)              | 9 mars 1920       | 24 juin 1926    |
| 3                                   | Kazimierz Tomczak           | Évêque auxiliaire de Łódź (Pologne)                 | 27 février 1927   | 21 octobre 1967 |
| 4                                   | Joseph Augustin Hagendorens | Vicaire apostolique de Tshumbe (Congo belge)        | 9 avril 1968      | 20 avril 1976   |
| 5                                   | Felix Eugenio Mkhori        | Évêque auxiliaire de Chikwawa (Malawi)              | 29 septembre 1977 | 12 février 1979 |
| 6                                   | Kazimierz Romaniuk          | Évêque auxiliaire de Varsovie (Pologne)             | 20 février 1982   | 25 mars 1992    |
| 7                                   | Lajos Varga                 | Évêque auxiliaire de Vác (Hongrie)                  | 27 mai 2006       |                 |

## Personnalités
Sicca Veneria est la ville natale du rhéteur chrétien Arnobe, du médecin romain Caelius Aurelianus et de l'écrivain, philosophe et philologue latin Macrobe.

### Articles
- Azedine Beschaouch, « Le territoire de Sicca Veneria (El-Kef), nouvelle Cirta, en Numidie proconsulaire (Tunisie) », CRAI, no 1,‎ 1981, p. 105-122 (lire en ligne).
- Nabil Kallala, « De Sicca au Kef (au nord-ouest de la Tunisie), histoire d'un toponyme », Africa, no XVIII,‎ mai 2000, p. 77-104 (lire en ligne).